# Paul Nizan
Paul-Yves Nizan, född 7 februari 1905 i Tours, död 23 maj 1940 i Recques-sur-Hem, var en fransk författare och filosof. Under sin studietid i Paris var han sedan tidig ålder klasskamrat med Jean-Paul Sartre. Nizan var kommunist, och medlem i Franska kommunistpartiet fram till Molotov-Ribbentroppakten mellan Sovjetunionen och Nazityskland kungjordes i augusti 1939. Enligt Sartre kände han sig förrådd av partiet. Han stupade i slaget om Dunkerque 1940.
I Vakthundarna riktar Nizan skarp kritik mot den samtida franska filosofin, i synnerhet mot filosofer som Henri Bergson, Émile Boutroux, André Lalande, Jacques Maritain och Léon Brunschvicg.

## Utgivet på svenska
- Vakthundarna (Les Chiens de garde) (1932)
- Antoine Bloyé (1933)
- Sammansvärjningen (La Conspiration) (1938)